# Хорь (деревня)
Хорь — деревня в Даниловском районе Ярославской области. Входит в состав Даниловского сельского поселения.

## География
Находится в северо-восточной части Ярославской области на расстоянии приблизительно 10 км на юго-восток по прямой от железнодорожного вокзала города Данилова, административного центра района.

## История
Деревня была отмечена еще на карте 1798 года. В 1859 году здесь (деревня Даниловского уезда Ярославской губернии) было учтено 9 дворов, в 1898 — 10, в 1978 — 9.

## Население
Численность населения: 67 человек (1859 год), 0 как 2002 году, так и в 2010.